# Rock U
Rock U é o primeiro mini-álbum do KARA. Foi lançado em 25 de julho de 2008. Rock U foi lançado como o primeiro single.
Este foi também o primeiro álbum com os dois novos membros do grupo, Kang Jiyoung e Goo Hara. O álbum também mostrou uma grande transição entre a imagem de "mulher forte" que o grupo passava para a imagem "fofa e natural".

## História
Após um hiato de 10 meses, Kara voltou com dois novos membros Goo Hara (18 anos) e Kang Jiyoung (14 anos), substituindo Kim Sunghee que deixou o grupo para fins educacionais. Eles promoveram a música nos shows de música Music Bank da KBS, Show! Music Core da MBC, Inkigayo da SBS, e no M! Countdown da Mnet. Uma nova versão da música "Good Day" chamada "Good Day: Season 2" foi lançada em 13 de outubro de 2008 como single digital. Uma versão remix da música "What's This" entrou na edição especial do segundo EP "Pretty Girl" do grupo.

### Faixas
| N.º            | Título                   | Produtor(es)   | Duração |  |
| 1.             | "Rock U"                 |                | 3:34    |  |
| 2.             | "Baby Boy"               |                | 3:49    |  |
| 3.             | "What's This (이게뭐야)" |                | 3:24    |  |
| 4.             | "Good Day"               |                | 3:17    |  |
| 5.             | "Wait"                   |                | 3:45    |  |
| Duração total: | Duração total:           | Duração total: | 17:51   |  |

## Desempenho nas paradas
| Chart (2011)               | Posição |
| -------------------------- | ------- |
| Japan Oricon Weekly albums | 106     |

## Histórico de lançamento
| País          | Data                    | Formato              | Gravadora        |
| ------------- | ----------------------- | -------------------- | ---------------- |
| Coreia do Sul | 25 de Julho de 2008     | Download digital     | CJ E&M DSP Media |
| Coreia do Sul | 31 de julho de 2008     | CD                   | CJ E&M DSP Media |
| Japan         | 23 de fevereiro de 2011 | CD, Download digital | Universal Sigma  |